# エンデミック
エンデミック（英:Endemic、特定感染）は、医療・公衆衛生において、ある疾患が一定の地域に一定の罹患率または一定の季節で日常的に繰り返し発生することや、感染性が恒常的に存在していることを指す。エピデミックよりも狭い範囲で比較的に緩やかに広がり、予測の範囲内を超えないものを指す。一般に風土病と呼ばれるものがこれにあたる。

## 概要
ギリシャ語で「（特定の）人々に関する」という意味を持つ言葉から名付けられた。
一般的に、流行の広がりは、「エンデミック」「エピデミック」「パンデミック」の3段階で捉えることができる。
一般に、市中などで見られる感染症の症例数はエンデミックライン、またはベースラインとして参考にされている。このレベルは必ずしも希望レベルではなく、実測レベルにあると言える。その感染症が介入されることなく、感受性のある人々の集団が枯渇してしまうほどの伝播さえなければ、その感染症は無期限に発生し続ける。これがエンデミックが発生するまでの過程である。新型コロナウイルス感染症においては2020 - 2021年のパンデミックから、2022年にはエンデミックに移行すると考えられている。また、2021年現在の季節性インフルエンザは、エンデミックとみなされている。

## ハイパーエンデミック
エンデミックの中でも、特定の地理的区域もしくは集団における持続的な高レベルの感染症の発生を意味する言葉として「ハイパーエンデミック（英:Hyperendemic、特殊感染）」という言葉が用いられることがある。

## エンデミックの事例
- 水疱瘡
  - イギリス[8]
- マラリア
  - アフリカの一部地域[8][9]
  - アジア[8][9]
  - ラテンアメリカ[8][9]
  - 中東[8][9]
- シャーガス病
  - ラテンアメリカ[9]
- アフリカ睡眠病
  - サブサハラアフリカ[9]